# Riegrův slovník naučný
Riegrův slovník naučný (někdy též zvaný Koberův slovník naučný, vydáváno pouze jako Slovník naučný) je první česká všeobecná encyklopedie. Vycházela v letech 1860–1874 a 1890, má dvanáct dílů a obsahuje kolem 80 000 hesel na 12 712 stranách. Vydání patřilo k největším vydavatelským počinům Ignáce Leopolda Kobera. V hlavní redakci byli František Ladislav Rieger a lexikograf Jakub Malý, který sám vedl redakci po Riegrově návratu do veřejného života. Vzorem encyklopedie byl čtyřdílný Kleineres Brockhaus'sches Conversations-Lexikon für den Hausgebrauch (Malý Brockhaus) z roku 1854. Slovník výrazně čerpal z díla Františka Palackého, který také připravoval českou encyklopedii, jež ale nevyšla. Riegerův slovník byl naopak inspirací jak pro Stručný všeobecný slovník věcný (1873–1885), tak i pro Ottův slovník naučný (1888–1909) – Jakub Malý byl editorem i těchto dalších dvou děl.
Mezi přispěvatele encyklopedie patřily osobnosti jako Karel Jaromír Erben, Václav Vladivoj Tomek, Antonín Gindely, Václav Hanka, Eduard Grégr, František Palacký, Jan Evangelista Purkyně a další. Práce redakčního týmu na přípravě slovníku začaly na jaře 1858 a první svazek byl vydán koncem roku 1860 v nakladatelství Kober & Markgraf. Dalších deset svazků poté následovalo až do roku 1874, přičemž část desátého a celý jedenáctý svazek byly tvořeny doplňky. V roce 1863 byl slovník doplněn postupně vycházejícím Názorným atlasem k Slovníku naučnému. V letech 1885–1888 vyšlo u Kobera druhé vydání minimálně prvních devíti svazků Slovníku naučného. Roku 1890 vyšel dvanáctý díl – první svazek nových doplňků a oprav v redakci Františka Bačkovského; další díly ale nebyly realizovány.

## Přijetí
Při svém vydání se dočkal velmi pozitivního přijetí. Např. Josef Durdík o něm napsal:
Slovník naučný náleží k oněm několika veledílům, které jako uhelné kameny literatury novočeské pevný základ daly a dávají budově její: Jungmannův Slovník, Šafaříkovy Starožitnosti, Palackého Dějiny.
[...]
Encyklopedie, které se od nynějška vydávati budou v Rusku i v Polsku, musí nyní slušný ohled věnovati Slovníku naučnému, považovati jej za jeden z hlavních pramenův svých.
Jedenáct let po vydání posledního dílu Masaryk zařadil v článku v Atheaeu Riegerův slovník seznam problematických částí české odborné literatury které si vyžadují nápravu. Krátce poté se stal hlavním redaktorem Ottova slovníku.
K nejnutnějším požadavkům naši literatury patří přede všemi ''nový Náučný slovník''.
[...]

[Riegerův slovník] vychází teď podruhé -- ovšem jen u nás zase možno jest aby starý náučný slovník vycházel!

## Díly
| Číslo | Díl                                        | Rok  | Počet stran |
| ----- | ------------------------------------------ | ---- | ----------- |
| 1.    | A – Bžeduchové                             | 1860 | 1028        |
| 2.    | C – Ezzelino                               | 1862 | 562+543     |
| 3.    | F – Chyžice                                | 1863 | 1169        |
| 4.    | I – Lžidimitrij                            | 1865 | 1470        |
| 5.    | M – Ožice                                  | 1866 | 1205        |
| 6.    | P – Quousque tandem                        | 1867 | 1171        |
| 7.    | R – Ržew                                   | 1868 | 1220        |
| 8.    | S – Szyttler                               | 1870 | 1218        |
| 9.    | Š – Vogt                                   | 1872 | 1349        |
| 10.   | W – Žygliňski Doplňky Aaronowicz – Nyström | 1873 | 550+467     |
| 11.   | Doplňky Obach – Ristić                     | 1874 | 680         |
| 12.   | Doplňky a opravy A – Gythonové             | 1890 | 824         |